# 曼杜拉陨击坑
曼杜拉陨击坑（Mandora）是火星卢娜沼区的一座撞击坑，其中心坐标位于北纬12.3度、西经53.7度处，直径59.4公里，该特征取名自西澳大利亚州曼杜拉，1988年被国际天文联合会行星系统命名工作组批准接受。